# カザルグラッソ
カザルグラッソ（伊: Casalgrasso）は、イタリア共和国ピエモンテ州クーネオ県にある、人口約1,400人の基礎自治体（コムーネ）。

## 地理

### 位置・広がり

#### 隣接コムーネ
隣接するコムーネは以下の通り。
- ファウレ
- ロンブリアスコ (TO)
- パンカリエーリ (TO)
- ポロンゲーラ
- ラッコニージ

## 行政

### 分離集落
カザルグラッソには、以下の分離集落（フラツィオーネ）がある。
- Braida,Carrone,Carpenetta Gamna,Prati Solari.